# Zacharie (fils de Joad)
Pour les articles homonymes, voir Zacharie et Zacharie (prophètes).
Zacharie ben Joïada était le fils du grand prêtre Joad et de Josheba.

## Dans la Bible

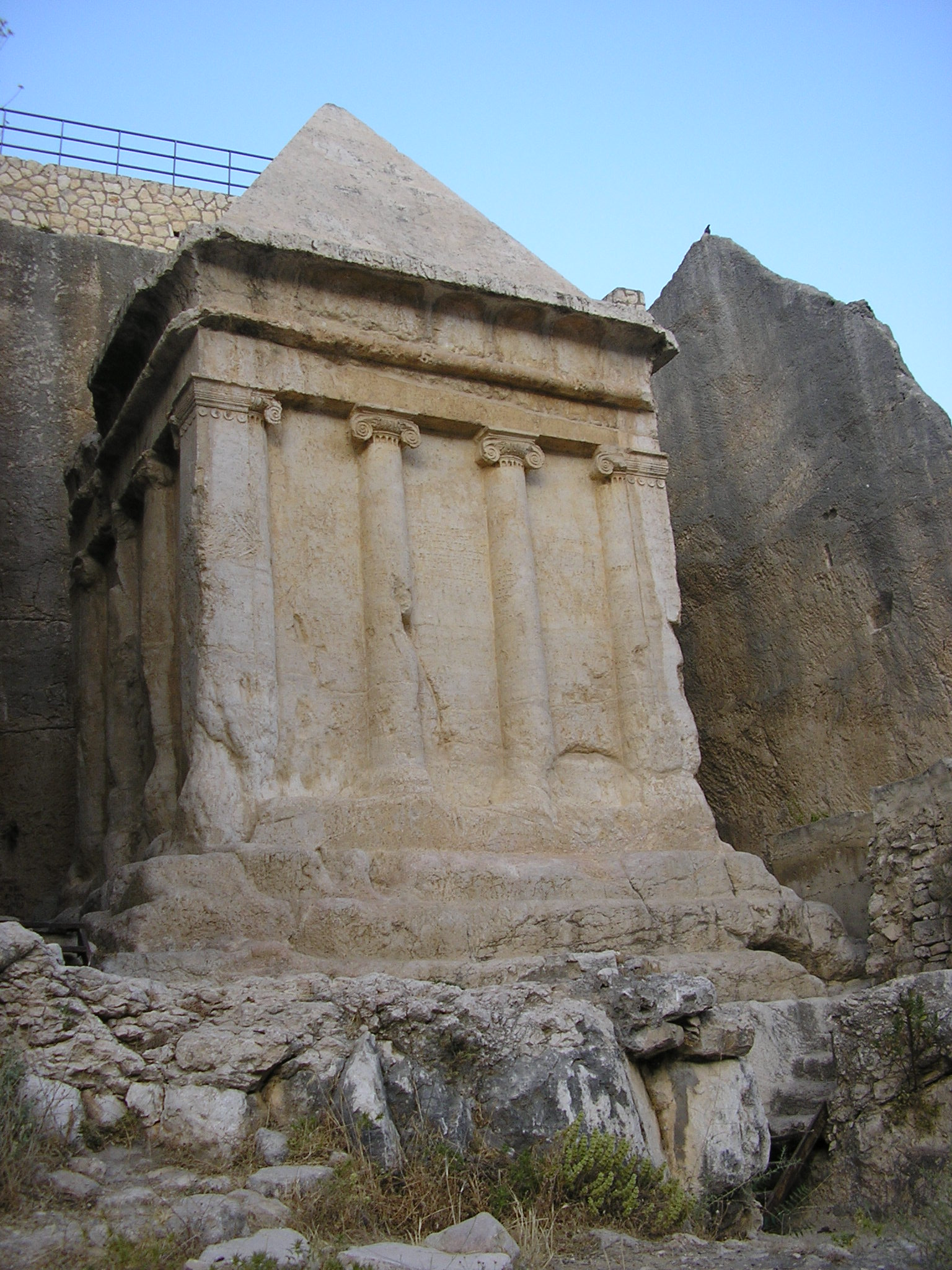
Le monument dit « tombe de Zacharie », aux pieds du mont des Oliviers à Jérusalem

Malgré les services rendus au roi Joas par son père, il fut lapidé par l'ordre de ce prince à qui il reprochait son idolâtrie.

« Après la mort de Yehoyada… Des prophètes leur furent envoyés pour les ramener au Seigneur ; mais ils témoignèrent contre eux (les Judéens) sans qu’ils prêtent l’oreille. L’Esprit de Dieu revêtit Zacharie, le fils du prêtre Yehoyada… Ils se liguèrent alors contre lui et sur l'ordre du roi le lapidèrent sur le parvis du Temple du Seigneur. Le roi Joas… tua Zacharie, qui en mourant s’écria : Le Seigneur verra et demandera compte. »

— (II Chr. 24, 17-22).
Le livre des Chroniques parle ensuite, comme II R. 12, 18-22, d’une guerre avec les Araméens puis du meurtre du roi Joas, vers 800. Dans les Chroniques cette fin lamentable d'un règne glorieux est racontée comme une conséquence immédiate du meurtre de Zacharie, et il y a tout lieu de penser que le récit fut inséré à cet endroit pour expliquer la mort de Joas. L’histoire du meurtre serait donc tardive dans ce contexte, mais on peut fort bien admettre dès l'époque du premier temple l'existence d'une tradition sur la mort violente d’un Zacharie (par exemple le beau-père du roi Achaz, Zacharie fils de Barachie).

## Légende juive
Un midrash attesté au plus tard au IVe siècle de notre ère (dans Eikha Rabba notamment) rapporte l'histoire suivante (d'après Eykha R. IV 13) :

« “À cause des péchés de ses prophètes, des crimes de ses prêtres, qui en pleine ville avaient versé le sang des justes !” (Lm. 4, 13)

Rabbi Youdan demandait à Rabbi Aha ; il lui dit : Où a-t-on tué Zacharie ? Dans le parvis des femmes ou dans le parvis d’Israël ? Il lui dit : Dans le parvis des prêtres. Et ils ne se comportèrent avec son sang ni comme avec celui d’un cerf ni comme avec celui d’une gazelle (v. Dt. 12), car du sang du cerf et de la gazelle il est écrit : “il versera son sang et le recouvrira de terre” (Lv. 17, 13). Ainsi donc il est écrit : “Car son sang est au milieu d’elle (Jérusalem), elle l’a mis sur le roc nu” (Ez. 24, 7). Et tout ça pourquoi ? “Pour faire monter la fureur, pour tirer vengeance, (j'ai mis son sang sur le roc nu, sans le recouvrir)” (id. 8). Et quand Nabouzaradan monta à Jérusalem pour la détruire, le SBS commanda à ce même sang, qui commença à frétiller. Il lui dit : Voici le temps de te rendre justice. Lorsqu’il le vit, il leur dit : qu’est-ce que c’est que ce sang ? Ils lui dirent : c’est le sang des bœufs, des brebis, des béliers, que nous avons l’habitude de sacrifier sur l’autel. Aussitôt, il envoya chercher des bœufs, des brebis et des béliers, et ils les immolèrent devant lui, mais le sang était toujours frétillant. Comme ils ne lui avouèrent pas, il les prit et les pendit au “gardon”. Il leur dit : dites-moi ce que c’est que ce sang ! Ils lui dirent : puisque le SBS veut inculper le sang de nos mains, on va te le dire. Nous avions un prêtre, un prophète, un juge ; il prophétisait contre nous tout ce que tu es en train de nous faire ; mais nous ne l’avons pas cru ; nous nous sommes dressés contre lui et l’avons tué. Aussitôt il amena quatre-vingts jeunes prêtres qu’il égorgea par-dessus lui, à cause de lui ; mais le sang ne se figea pas ; il continuait de suinter, tant et si bien qu’il arriva à la tombe de Zacharie. À cet instant précis, il le morigéna et lui dit : Eh quoi ! Est-ce là ta pensée que je perde tout ton peuple pour toi ? Au même instant le SBS se remplit de miséricorde et dit : Moi dont il est écrit “le Seigneur ton Dieu est un Dieu miséricordieux” (Dt. 4, 31), je ne leur ferais pas miséricorde, alors que cette mauvaise graine, qui est de terre et de sang, qui est cruelle, qui est venue pour les détruire  se remplit pour eux de miséricorde. Aussi, moi combien plus ! Au même instant, le SBS commanda à ce même sang, et il s’engloutit sur place ; c’est ce qui est dit : “et la mer apaisa sa fureur” (Jon. 1, 15).

Rabbi Youdan dit : Israël commit sept fautes en ce même jour : ils tuèrent un prêtre, un prophète, un juge, ils versèrent un sang innocent, ils rendirent impur le parvis et c’était un jour de Kippour et un sabbat. »

## Légende topographique relative au sang de Zacharie dans le temple
Les témoins concernant le sang de Zacharie figé « entre le sanctuaire et l'autel » (Mt. 23, 35 à propos de II Chr. 24, 17-22) sont mal datés. La légende est attestée de manière certaine au IIe s. de notre ère. Tertullien y fait allusion et de même le Protévangile de Jacques, même si ces sources identifient ledit Zacharie au père de Jean-Baptiste. Plus tard on trouve deux autres témoins chrétiens au début et à la fin du IVe siècle. Le midrash juif sur la mort de Zacharie fait également allusion, dans les variantes textuelles, à cette tradition topographique.

## Légende chrétienne
Sozomène, confirmé par diverses sources liturgiques, raconte l'invention des reliques de ce prophète, vers 412, dans un village près d'Eleuthéropolis.

« La boîte sacrée fut découverte conformément aux signes prédits et le divin prophète apparut, vêtu d'une tunique et d'un manteau blanc, tel que - je pense - un prêtre est vêtu. Sous ses pieds, à l'extérieur de la boîte, se trouvait un enfant digne d'une sépulture royale : il avait une couronne en or sur la tête, des souliers en or et un manteau précieux. Les prêtres et les sages étaient dans l'embarras au sujet de cet enfant - qui pouvait être revêtu d'une telle grâce et d'où pouvait-il venir ? On dit que Zacharie, l'higoumène de la communauté monastique de Gérara, tomba sur un ancien écrit hébreu, non de ceux qui sont reçus par l'Église. Il indiquait que lorsque Joas le roi de Juda fit périr Zacharie le prophète, peu après un événement malheureux surviendrait à la maison (royale). Et le septième jour en effet après le meurtre du prophète son fils chéri mourut. Considérant qu'il tombait dans une telle souffrance par suite de la colère divine, il ensevelit le jeune garçon sous ses pieds, exprimant par ce geste le regret du mal qu'il avait commis envers lui. Et c'est ce qu'il apprit. Le prophète quant à lui, bien qu'il ait été en terre de nombreuses années, apparut sain, la peau un peu décrépie, bien droit, la barbe s'étalant modérément, la tête plus large et les yeux quelque peu enfoncés, cachés par les sourcils. »

L'endroit est longtemps resté inconnu, malgré l'importance du site devenu un lieu de pèlerinage. L'église avec la crypte du prophète a été récemment (fév. 2011) identifiée à Khirbet Midras, non loin du village arabe (devenu moshav) de Zakarîyê 